# Filifactor
Filifactor è un genere di batterio appartenente alla famiglia delle Peptostreptococcaceae.